# Слободин, Михаил Исаакович

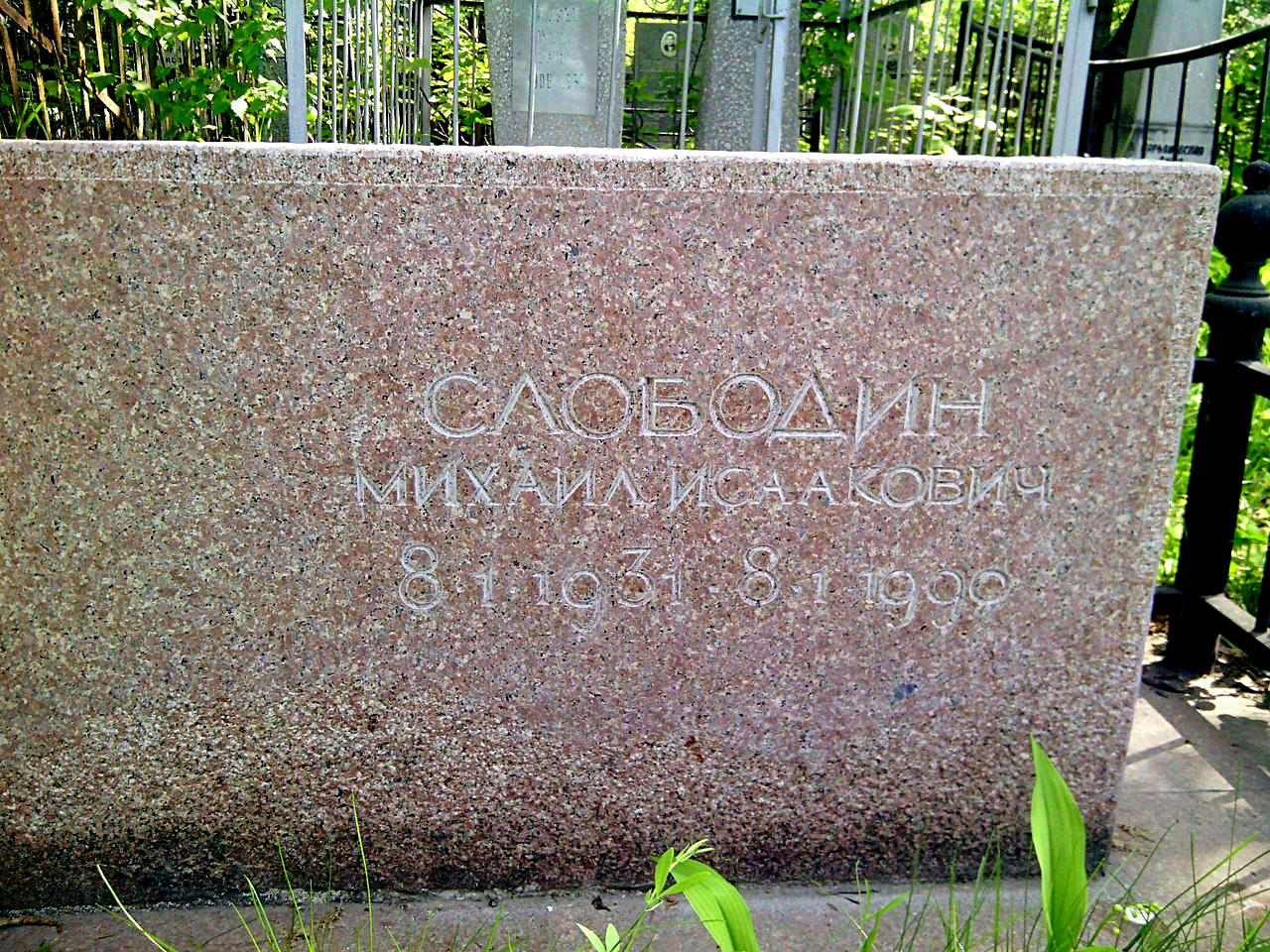

 Михаи́л Исаа́кович Слободи́н  (8 января 1931, село Калинино, Херсонская область, Украинской ССР — 8 января 1990, Омск) — омский художник-живописец, монументалист, Заслуженный работник культуры РСФСР.

## Биография
Родился 8 января 1931 года в селе Калинино Херсонской области Украинской ССР.
В 1948—1951 и 1954—1957 годах учился в Одесском художественно-педагогическом училище.
В 1957—1963 годах учился в ИНЖСА имени И. Е. Репина Академии художеств СССР на факультете монументального искусства в мастерской профессора А. А. Мыльникова.
С 1963 года — старший преподаватель, доцент, заведующий кафедрой рисунка ХГФ ОГПИ имени А. М. Горького.
С 1967 года — член Союза художников СССР.
В 1967—1971 и 1978—1980 годах — председатель художественного совета Омского отделения Художественного фонда РСФСР.
В 1989 году решением учёного совета ОмГПИ был представлен в ВАК при СМ СССР для присуждения учёного звания профессора.
Умер 8 января 1990 года, похоронен на Ново-Еврейском кладбище в Омске.

## Творчество
Автор монументальных работ в различных техниках.
Произведения находятся в музеях Омска (ООМИИ имени М. А. Врубеля, ГМИО).

### Основные работы
- Самаркандский базар. 1962. Холст, масло. 65×85. ООМИИ им. М. А. Врубеля.
- Женщины войны. 1969. Холст, масло. 235×150. ООМИИ им. М. А. Врубеля.
- Росписи «Лето» и «Зима», чеканный рельеф, витраж. 1973—1976. Ресторан «Маяк».
- Витражи «Терпсихора», «Талия», «Мельпомена», «Полигимния». 1979—1980. Омский академический театр драмы.
- Витражи «Театр» и «Танец». 1981. Омский музыкальный театр.
- Монументальная роспись и рельефы (рельефы совместно с В. А. Трохимчуком). 1983. Интерьер здания Омского главпочтамта.
- Гобелен «Победа». 1985. Шерсть, ручное ткачество. Музей воинской славы омичей.
- Гобелены «Кирилл и Мефодий», «Искусство», «Познание», «Икар», «Спорт», «Пегас». 1988—1990. Омская государственная областная научная библиотека им. А. С. Пушкина.

### Произведения в городском пространстве
- Монументальное панно «Труд» и «Искусство». 1964. Сграффито. Фасад Дворца культуры нефтяников им. Малунцева.
- Эмблема ТЮЗа. 1964. Нерж. метал, чеканка. Фасад здания Омского театра для детей и молодежи.
- Панно. 1969—1971. Мозаика. Фасад плавательного бассейна Института физической культуры.
- «Наука». 1977. Мозаика. Фасад здания Политехнического института в Омске.

### Выставки
- 1962 г. Выставка молодых художников Ленинграда. ЛО СХ РСФСР. Ленинград.
- 1964 г. Групповая выставка художников Бережного Н., Белана В., Слободина М., Чермошенцева А. ООМИИ, Омск.
- 1966 г. Региональная выставка «Художники Сибири и Дальнего Востока». Тюмень.
- 1966 г. Выставка художников в честь 250-летия города Омска. Дом художника. Омск.
- 1967 г. II зональная выставка «Сибирь социалистическая», посвящённая 50-летию Советской власти. Омск.
- 1968 г. Республиканская выставка монументально-декоративного искусства. Манеж. Москва.
- 1968 г. Областная выставка омских художников «Ленинскому комсомолу посвящается». Дом художника. Омск.
- 1968 г. Областная художественная выставка «Художники — Октябрю». Дом художника. Омск.
- 1968 г. Групповая выставка «Художники Омска». Черновцы.
- 1970 г. Областная выставка произведений омских художников, посвящённая 100-летию со дня рождения В. И. Ленина. Дом художника. Омск.
- 1975 г. Областная выставка, посвящённая 30-летию Победы над фашистской Германией. Дом художника. Омск.
- 1975 г. Выставка произведений советских художников, посвящённая 30-летеию со дня Победы над фашистской Германией. ООМИИ. Омск.
- 1977 г. Областная выставка произведений омских художников, посвящённая 60-летию Великого Октября. Дом художника. Омск.
- 1979 г. Областная выставка произведений омских художников, посвящённая 60-летию освобождения города Омска от колчаковщины. Дом художника. Омск.
- 1980 г. V зональная выставка «Сибирь социалистическая». Барнаул.
- 1981 г. Персональная выставка, посвящённая 50-летию со дня рождения. Дом художника. Омск.
- 1982 — Дар омских художников колхозу «Родина» станицы Казанской Краснодарского края. Казанская.
- 1983/84 г. Выставка произведений омских художников «Омская земля». Дом художника. Омск.
- 1983 г. Выставка произведений советской живописи. ООМИИ. Омск.
- 1984 г. Выставка «Современная советская графика и скульптура». ООМИИ. Омск.
- 1984 г. Выставка произведений омских художников «Омск и омичи». Дом художника. Омск.
- 1984 г. Выставка, посвящённая 60-летию ООМИИ. Дом художника. Омск.
- 1984/85 г. Юбилейная выставка произведений омских художников «Омская земля» (50 лет организации). Москва, Ленинград.
- 1984—1985 гг. Выставка произведений омских художников «Хлеб омской земли», посвящённая 30-летию освоения целины. Дом художника. Омск.
- 1985 г. VI зональная выставка «Сибирь социалистическая». Кемерово.
- 1985 г. Областная выставка, посвящённая 40-летию Победы над Германией, «Омичи в труде и бою». Дом художника. Омск.
- 1985 г. Выставка «Нам нужен мир!». ООМИИ. Омск.
- 1986 г. Выставка произведений омских художников «Слава труду», посвящённая XXVII съезду КПСС. Дом художника. Омск.
- 1986 г. Областная выставка произведений омских художников «Художник и город», посвящённая 270-летию основания города Омска. Дом художника. Омск.
- 1987 г. Областная выставка произведений омских художников «Художники — Октябрю», посвящённая 70-летию Великого Октября. Дом художника. Омск.
- 1991 г. Персональная выставка творческого наследия. Монументальное искусство, живопись, графика. Дом художника. Омск.
- 2000 г. Выставка «Подвиг ваш бессмертен» (к 55-летию Победы в Великой Отечественной войне). ООМИИ им. М. А. Врубеля. Омск.
- 2002 г. Выставка «Омский Союз художников в контрастах эпохи». К 70-летию образования Омской организации СХ России. ООМИИ им. М. А. Врубеля. Омск.
- 2003 г. Академия художеств. XX век (из собрания ООМИИ). ООМИИ им. М. А. Врубеля. Омск.
- 2003 г. Академия художеств: освоение Сибири (выпускники ЛИНЖСА им. И. Е. Репина в Омске). ГОХМ «Либеров-центр». Омск.

## Творческие дачи
- 1976, 1982, 1987 годы. Творческая дача «Сенеж».

## Ученики
В разное время у Михаила Исааковича Слободина учились художники: Абрамов Павел Ефимович, Баймуханов Геймран Султанович, Белов Сергей Александрович, Белозеров Геннадий Никитич, Бутаков Сергей Александрович, Герасимов Николай Александрович, Дорохов Евгений Дмитриевич, Ерошкин Владимир Федорович, Зайцев Владимир Иванович, Завьялов Александр Александрович, Захарова Елена, Кичигин Георгий Петрович, Колесов Александр Прокопьевич, Куприянов Ярослав Евгеньевич, Колоколов Евгений Александрович, Левченко Игорь Юрьевич, Миронов Борис Константинович, Михальченко Михаил Степанович, Погодин Виктор Александрович, Разумов Михаил Иванович, Хрущ Виктор Иванович, Чижик Михаил Викторович, Ярчук Виктор Фёдорович.

## Награды
- Заслуженный работник культуры РСФСР

В 1962 году работал в составе авторского коллектива архитекторов Ленинграда над проектом монумента Победы на Плайя-Хирон (Куба) — в 1963 году представлен на международном конкурсе в Гаване, где проект был отмечен поощрительной премией.